# Іст-Віллістон (Нью-Йорк)
Іст-Віллістон (англ. East Williston) — селище (англ. village) в США, в окрузі Нассау штату Нью-Йорк. Населення — 2645 осіб (2020).

## Географія
Іст-Віллістон розташований за координатами 40°45′39″ пн. ш. 73°38′1″ зх. д. / 40.76083° пн. ш. 73.63361° зх. д. (40.760850, -73.633607).  За даними Бюро перепису населення США в 2010 році селище мало площу 1,47 км², уся площа — суходіл.

## Демографія
Згідно з переписом 2010 року, у селищі мешкало 2556 осіб у 842 домогосподарствах у складі 711 родини. Густота населення становила 1735 осіб/км².  Було 864 помешкання (587/км²).
Расовий склад населення:
| - 94,3 % — білих - 4,0 % — азіатів - 0,4 % — чорних або афроамериканців |

До двох чи більше рас належало 1,1 %. Частка іспаномовних становила 4,3 % від усіх жителів.
За віковим діапазоном населення розподілялося таким чином: 29,0 % — особи молодші 18 років, 55,2 % — особи у віці 18—64 років, 15,8 % — особи у віці 65 років та старші. Медіана віку мешканця становила 43,6 року. На 100 осіб жіночої статі у селищі припадало 97,8 чоловіків;  на 100 жінок у віці від 18 років та старших — 92,2 чоловіків також старших 18 років.
Середній дохід на одне домашнє господарство  становив 192 353 долари США (медіана — 136 250), а середній дохід на одну сім'ю — 214 972 долари (медіана — 161 750). Медіана доходів становила 128 967 доларів для чоловіків та 73 063 долари для жінок. За межею бідності перебувало 2,1 % осіб, у тому числі 0,6 % дітей у віці до 18 років та 2,1 % осіб у віці 65 років та старших.
Цивільне працевлаштоване населення становило 1139 осіб. Основні галузі зайнятості: освіта, охорона здоров'я та соціальна допомога — 29,4 %, фінанси, страхування та нерухомість — 17,8 %, науковці, спеціалісти, менеджери — 16,2 %.